# Francisco de Laiglesia y Auset
Francisco de Laiglesia y Auset (Madrid, 1850 - 1922) fou un terratinent i polític espanyol, diputat a les Corts Espanyoles durant la restauració borbònica.

## Biografia
Fou membre del Consell d'Administració del Ferrocarril del Tajo i oficial de secretaria del Ministeri d'Hisenda d'Espanya, en el qual fou Director general i governador del Banc Hipotecari el 1909. També fou membre de la Reial Acadèmia de la Història.
Milità al Partit Conservador, amb el qual fou elegit diputat per Puerto Rico el 1876. Després ho fou pel districte de Xàtiva a les eleccions de 1879 i 1889, 1891, 1898. 1901, 1903, 1907 i 1914, i pel de Gandia a les de 1884. Fou nomenat vicepresident del Congrés dels Diputats el 1891 i de 1899 a 1903.

## Obres
- Como se defendian los Españoles en el siglo XVI(1906)
- Estudios históricos (1515-1555) (1908)
- Las Cortes de Carlos V (1909)
- Bécquer (1922)